# Canal de Quiel
O canal de Quiel ou canal de Kiel (em alemão: Nord-Ostsee-Kanal), até 1948 conhecido como Canal Imperador Guilherme, é um canal artificial de 98 quilômetros de extensão situado na Alemanha, Bundesland (estado) de Eslésvico-Holsácia. Liga o mar do Norte, em Brunsbüttel, até o mar Báltico, em Quiel-Holtenau. Está aberto à livre navegação internacional de todos os navios.
Cerca de 280 milhas náuticas (519 quilômetros) são poupadas pela utilização do canal de Kiel, em vez de navegar pela península de Jutlândia. Não só poupa tempo como evita as potencialmente perigosas tempestades marítimas.
O Canal de Kiel tem uma média anual de 32 000 navios (90 por dia), transportando aproximadamente 100 milhões de toneladas de mercadorias.